# Helmuth Hufenbach
Helmuth Hufenbach (27 de fevereiro de 1908 - 27 de março de 1945) foi um oficial alemão que serviu no Deutsches Heer durante a Segunda Guerra Mundial. Foi condecorado com a Cruz de Cavaleiro da Cruz de Ferro com Folhas de Carvalho.

## Condecorações
| Cruz de Ferro (1939) 2ª Classe                                   | 21 de setembro de 1939 |
| Cruz de Ferro (1939) 1ª Classe                                   | 24 de outubro de 1939  |
| Distintivo de Feridos em Preto                                   |                        |
| Medalha da Frente Oriental                                       |                        |
| Distintivo da infantaria de assalto                              |                        |
| Escudo Kuban                                                     |                        |
| Cruz Germânica em Ouro                                           | 27 de novembro de 1941 |
| Cruz de Cavaleiro da Cruz de Ferro                               | 30 de outubro de 1943  |
| Cruz de Cavaleiro da Cruz de Ferro com Folhas de Carvalho nº 807 | 28 de março de 1945    |
| Mencionado na Wehrmachtbericht                                   | 10 de outubro de 1943  |